# آلبرتو ارناندس
آلبرتو ارناندس (انگلیسی: Alberto Hernández؛ زادهٔ ۹ فوریهٔ ۱۹۶۸) بازیکن بیسبال اهل کوبا بود.